# Master of the King's Music
Master of the King's Music (o Master of the Queen's Music, o in passato Master of the King's Musick) è una carica nella Famiglia reale britannica del Sovrano del Regno Unito. Il titolare della carica in origine era al servizio del Monarca d'Inghilterra, dirigendo l'orchestra di corte e componendo o commissionando musica quando richiesto.
L'incarico è ampiamente paragonabile a quello di Poeta Laureato. È stato assegnato a persone illustri nel campo della musica classica; sono quasi sempre stati compositori. Le funzioni non sono chiaramente indicate, anche se è generalmente previsto che il titolare dell'incarico scriverà musica per commemorare importanti eventi reali, come incoronazioni, compleanni, anniversari, matrimoni e funerali, e per accompagnare altre occasioni cerimoniali; può anche agire come consigliere del sovrano in materia musicale. Dal 2004 la carica è stata assegnata per un periodo fisso di dieci anni, anziché per tutta la vita, com'era in precedenza.

## Master of the King's Music
Nel XIV secolo i musicisti professionisti in Inghilterra erano teoricamente regolamentati dalla Corona. Musicisti conosciuti come il "I Menestrelli del Re" o "I Musicisti del Re" indossavano la livrea reale ed esercitavano un certo controllo sugli altri musicisti, anche se il musicologo Leonard Duck descrive quel controllo solo come "nominale". Enrico VI nominò una Commissione Reale per regolare i menestrelli senza licenza e nel 1469 Edoardo IV concesse ai menestrelli reali una Carta Corporativa (Guild Charter). Secondo la Carta, «nessun Menestrello del nostro regno … dovrà d'ora in poi in qualsiasi modo praticare o pubblicamente esercitare l'arte o la professione nel suddetto nostro Regno, a meno che non appartenga alla suddetta Confraternita o Corporazione". Ciò portò a difficoltà di ordine giuridico tra i menestrelli reali e la Compagnia cittadina sotto il patronato della Città di Londra, istituita da Giacomo I nel 1604 per eseguire musica in città e tre miglia al di fuori di essa. I Menestrelli del Re richiesero e ricevettero una Carta da Carlo I nel 1635 per "avere il rilevamento, il controllo, la correzione ed il comando di tutti i musicisti, anche singolarmente all'interno del Regno d'Inghilterra".

## Primi Master of the King's Music

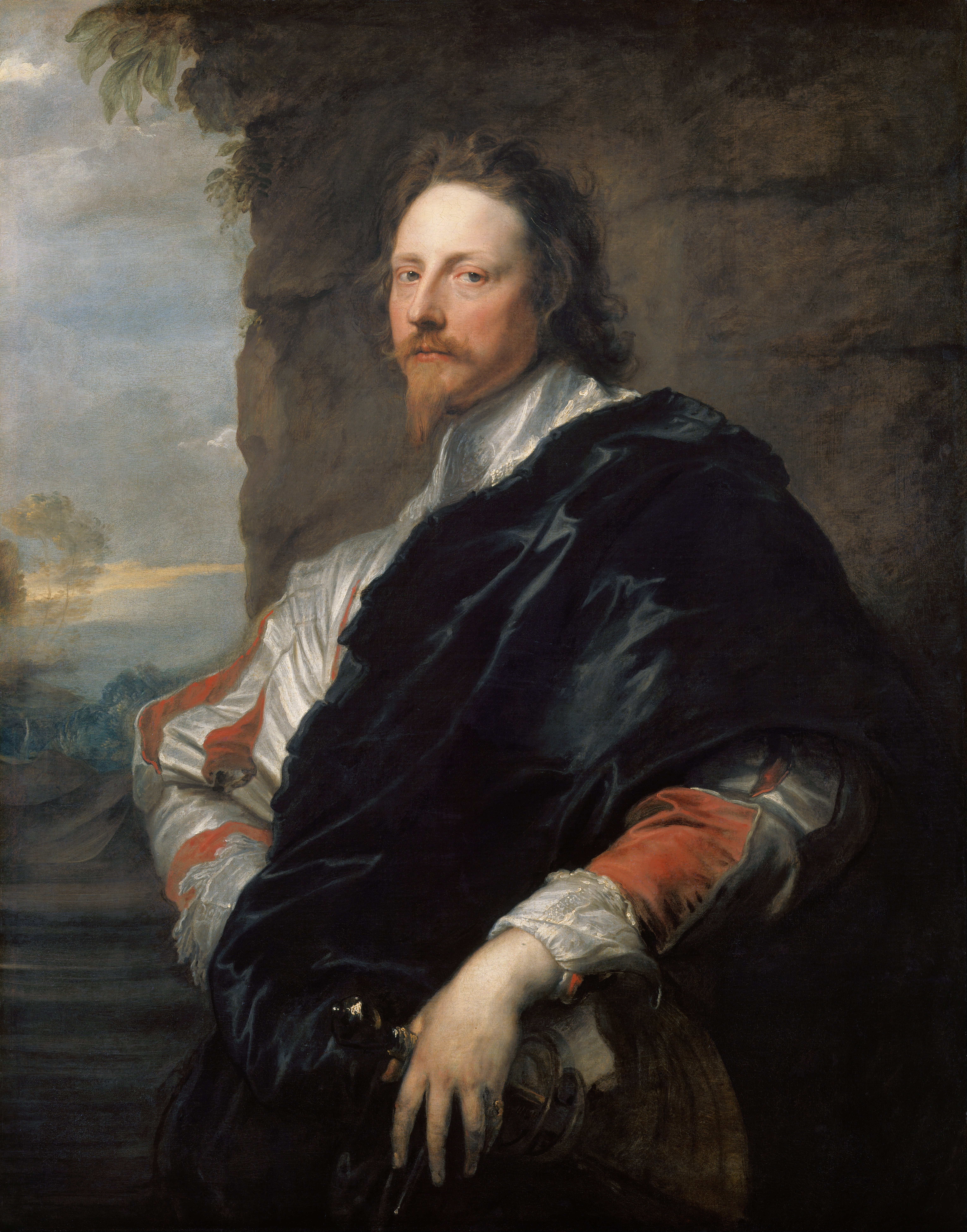
Il primo incaricato come Master of the King's Musick fu Nicholas Lanier

Il primo Master of the King's Musick nominato fu l'unico a tentare seriamente di mettere in regola tutti i musicisti del regno come una corporazione. Questi fu Nicholas Lanier, nominato da Carlo I nel 1626 come Master of the King's Musick (l'ortografia fu cambiata in "Music" nel XX secolo, durante il mandato di Sir Edward Elgar). A quel tempo il titolare dell'incarico si fece carico della banda privata del monarca, una responsabilità che continuò fino a quando il gruppo fu sciolto nel 1901 da Edoardo VII.
L'incarico di Master decadde durante il periodo del governo militare a seguito della Guerra civile inglese, ma alla restaurazione della monarchia nel 1600 Lanier tornò dall'esilio per far rivivere la carica. Dopo la morte di Lanier nel 1666, Carlo II d'Inghilterra nominò per il posto un violinista francese, Louis Grabu. Grabu si preoccupò principalmente di organizzare la musica per la corte, e la corporazione dei musicisti di Westminster andò sempre più declinando fino scomparire dopo il 1697. Né Grabu né il suo successore Nicholas Staggins, che servì dal 1674 al 1700, erano compositori di talento; si rivolgevano a compositori affermati come Henry Purcell per la fornitura di musica per le occasioni importanti.

## XVIII secolo
A Staggins succedette John Eccles, nominato da Guglielmo III nel giugno 1700. Eccles fu il Master con più longevità di servizio, avendo ricoperto la carica per 35 anni; è anche l'unico ad aver servito quattro monarchi (Guglielmo III, Anna, Giorgio I e Giorgio II). Era già un compositore noto prima della sua nomina, descritto sul Dizionario di Grove di Musica e Musicisti come "senza dubbio il più grande dei compositori della Restaurazione del teatro", dopo Purcell. Nonostante queste qualitá continuò la pratica seguita dai suoi predecessori di commissionare lavori ad altri compositori, tra cui Handel, che forní l'Ode per il compleanno della regina Anna (1713). Duck commenta che la grandezza di Handel come compositore "evidentemente non lo qualificava come un candidato adatto per l'onore del Master of the King's Music, i re di Hannover chiaramente andavano sul sicuro, scegliendo musicisti di ineccepibile naturale educazione".
Dopo la morte di Eccles nel 1735 il suo ruolo fu ricoperto da Maurice Greene, che aveva già ricoperto le cariche di organista della Cattedrale di San Paolo nonché organista e compositore della Cappella Reale. Ricoprì la carica per vent'anni, ma la sua salute non fu mai robusta, e spesso invitava il suo ex allievo William Boyce per comporre odi per le nascite e l'Anno Nuovo, scritte dal Poeta Laureato in onore del re. Dopo la morte di Greene nel dicembre 1755, Boyce gli succedette come Master of the King's Musick, e più tardi nella nomina per la Cappella Reale. È stato probabilmente in quest'ultima abilità, piuttosto che nella precedente che Boyce fornì quello che Grove chiama "un imponente e profondamente sentito inno orchestrale" per il funerale di Giorgio II in data 11 novembre 1760, "una splendido adattamento di The King shall rejoice" per il matrimonio di Giorgio III e della principessa Carlotta l'8 settembre 1761, e otto inni per l'incoronazione del re, più tardi nello stesso mese.
Boyce morì nel 1779, e gli succedette come Master un altro ex pupillo di Greene, John Stanley, che ricoprì l'incarico fino alla morte nel 1786. Egli compose quindici odi per nascita e per Capodanno, ma nessuna di essa è arrivata fino a noi. L'ultimo Master nominato nel XVIII secolo fu William Parsons. Egli fu visto dai suoi contemporanei come uomo affabile ma limitato come musicista, sebbene la sua musica di corte non possa essere valutata, essendo andata perduta per la maggior parte. Si pensa che sia stato l'unico musicista professionista ad essere stato nominato cavaliere in Gran Britannia, sebbene sia stato detto che la sua reputazione era dovuta più alla "quantità dei suoi meriti che ai meriti dei suoi spartiti".

## XIX secolo

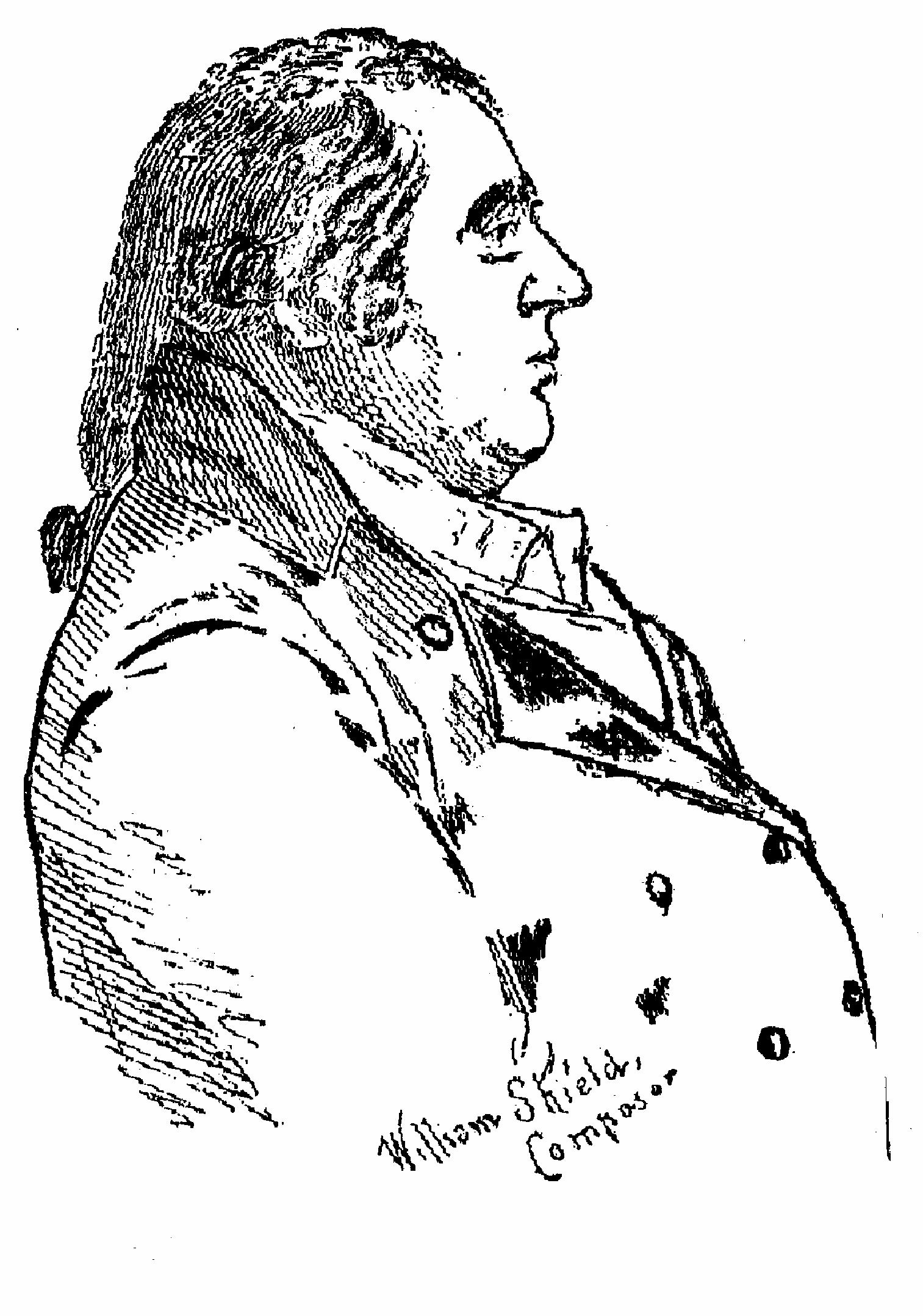
William Shield, Master, 1817–29

Parsons ricoprì la carica di Master fino al 1817, quando fu sostituito da William Shield, più conosciuto come compositore di teatro: compose o arrangiò musiche per almeno trentasei opere e sette pantomime e balletti. Il mandato di Shield è rimarchevole per aver abbandonato la tradizionale fornitura di odi di corte. Per consuetudine, il poeta laureato della giornata scriveva le parole per le odi, un compito che l'allora titolare, Robert Southey, trovava congeniale. Dopo la morte di Giorgio III nel 1820 furono sospese le odi. La carica di Master of King's Musick continuò perché Giorgio IV mantenne la piccola orchestra tradizionale, che il successore di Shield, Christian Kramer, dirigeva. Questa rimase la funzione principale del Master durante i mandati di Franz Cramer (Master 1834-1848), George Frederick Anderson (Master 1848-1870), e Sir William Cusins (Master 1870-1893). L'ultimo di questi produsse alcune opere per le occasioni reali, tra cui una cantata giubilare, "Grant the Queen a Long Life" (1887).
L'ultimo Master nominato nel XIX secolo fu Sir Walter Parratt, organista della Cappella di San Giorgio, Windsor. Il suo mandato è durato trentun anni dal 1893, sotto i regni di tre monarchi: regina Vittoria, Edoardo VII e Giorgio V. Nella visione di Duck, il ruolo di Parratt è principalmente quello di consulente musicale della Corona. Tra le sue azioni in tal veste ci fu quella di invitare Elgar ad adattare alcuni versi di A.C. Benson come Coronation Ode per Edoardo VII nel 1901 e scrivere un inno per l'anniversario della morte della regina Vittoria nel 1909. Le composizioni ufficiali di Parratt includono un contributo ad una raccolta di cantate corali di vari compositori in onore della regina Vittoria e un Confortare per l'incoronazione di Edoardo VII.

## XX secolo

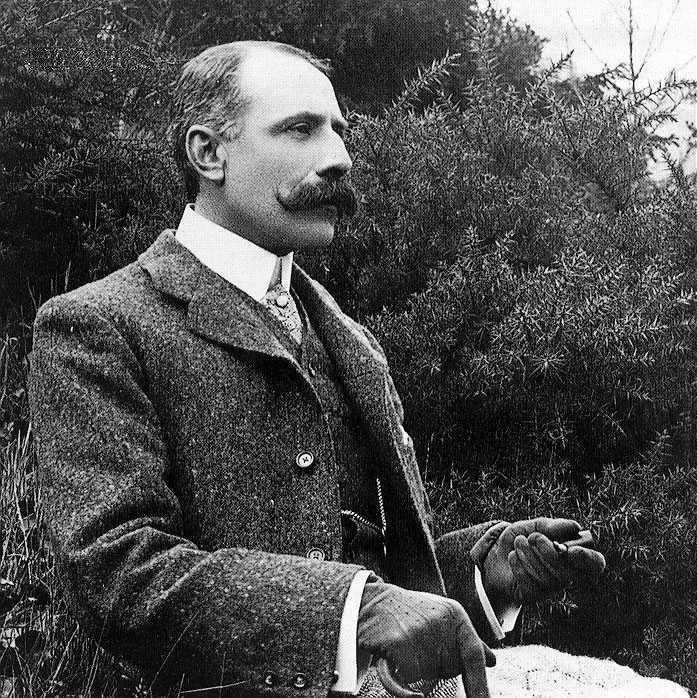
Sir Edward Elgar Master, 1924–34

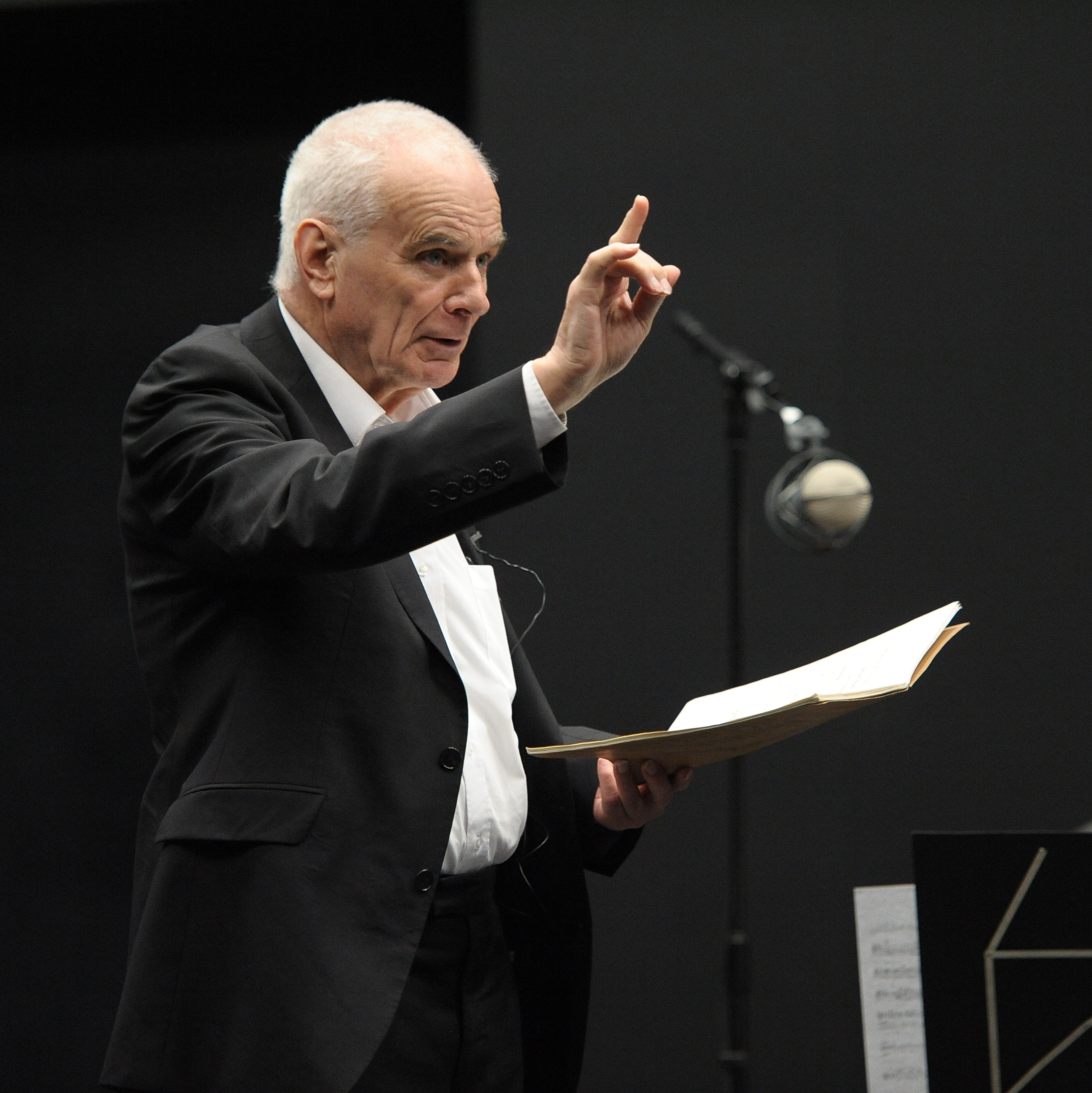
Sir Peter Maxwell Davies

Dopo la morte di Parratt nel 1924, ci fu un movimento di opinione che affermava che la posizione di Master era un anacronismo, sia per dirigere una banda reale che per comporre regolarmente odi reali. Elgar, che era ben considerato dalla famiglia reale, fece pressioni per mantenere il suo posto. Secondo il musicologo Nicholas Kenyon, fece anche "pressioni senza vergogna" per la sua candidatura per questo. Erano stati suggeriti altri nomi, tra cui quello di Ralph Vaughan Williams, ma Giorgio V ed i suoi consiglieri ritennero che "se l'incarico deve essere assegnato al musicista più eccelso sarebbe difficilmente possibile andare oltre Elgar. L'assegnazione ad Elgar fu annunciata nel maggio 1924; The Times commentò: "è del tutto giusto che nelle mutate condizioni dell'incarico egli dovrebbe essere nominato Master of the King's Music e Poeta Laureato del popolo britannico." Ad Elgar non fu richiesto di scrivere qualsivoglia tipo di musica ufficiale nella sua nuova mansione, ma nel 1931 dedicò la sua Nursery Suite alla Duchessa di York e le sue due figlie. Ha usato la sua influenza come Master per rintracciare gli strumenti originali per la band di Edoardo VII, per mantenere la libreria musicale reale ben ordinata e per garantire riconoscimenti ad altri musicisti, tra cui un Cavalierato per Granville Bantock e la Companion of Honour per Delius. Come assistente musicale del re ha dato consigli su argomenti quali la fondazione di una Società Nazionale d'Opera, la versione corretta dell'Inno nazionale da trasmettere alla BBC e tutti gli eventi musicali in cui i membri della famiglia reale dovevano essere presente.
Elgar morì nel 1934. Gli successe Sir Walford Davies, organista della Cappella di San Giorgio, Windsor, che si diceva fosse stato in corsa per il posto nel 1924. In una retrospettiva del 1966 sui vari Masters, Charles Cudworth scrisse che Davies era "un bravo musicista, un buon compositore, ed è stato anche meglio conosciuto come uno dei primi grandi personaggi radiofonici di tutto il mondo, tanto l'incarico era popolare." Quando Davies morì nel 1941, Sir Arnold Bax lo ha sostituito, fra la sorpresa di molti del mondo musicale. Con la sua forte vicinanza all'Irlanda repubblicana e nessun risultato apprezzabile scrivendo musica occasionalmente sembrava una scelta improbabile.
Bax morí nel 1953; molti si aspettavano che il suo successore fosse Sir William Walton, ma ad assumersi quest'ultimo incarico fu Sir Arthur Bliss. Sul Times, il critico Frank Howes ha commentato: "I doveri di un Master of Music della regina sono ciò che egli decide di fare di essi, ma includono la composizione di musica cerimoniale e occasionale". Bliss, che componeva rapidamente e con facilità, fu in grado di svolgere i suoi incarichi come Maestro, dalla fornitura di musica come richiesto per le occasioni ufficiali, fino alla nascita di un figlio alla regina, il funerale di Winston Churchill e l'investitura del principe di Galles.
Quando Bliss morì nel 1975, Walton e altri fecero pressioni per la nomina di Malcolm Arnold. Ci fu una certa sorpresa che il successore di Bliss sia stato il compositore australiano Malcolm Williamson. Walton ha attribuito la nomina alla necessità di "cementare le crepe del Commonwealth". Williamson ha ricoperto la carica dal 1975 fino alla sua morte nel 2003, componendo opere che includono Lament in Memory of Lord Mountbatten of Burma (1980), Ode for Queen Elizabeth (1980) e Songs for a Royal Baby (1985).

## XXI secolo
Sir Peter Maxwell Davies fu nominato Master nel 2004 in successione a Williamson. Per la prima volta l'incarico fu assegnato per un tempo determinato di dieci anni, invece che per tutta la vita, con l'obiettivo di rendere il posto più attraente per i compositori. Le opere di Maxwell Davies come Master include un canto di Natale per la regina che fu registrato alla Cappella reale e un lavoro per accompagnare una poesia del Poeta laureato, Andrew Motion, in occasione dell'ottantesimo compleanno della regina nel 2006. Egli ebbe un ruolo chiave nella creazione della Queen's Medal for Music.
Dopo la fine del mandato di Maxwell Davies, fu nominata Judith Weir nel 2014, per una durata di dieci anni. Riportando l'incarico, Il Guardian ha scritto che piuttosto che scrivere pezzi per le occasioni reali, "la Weir si sarebbe concentrata nell'aiutare e parlare per i suoi colleghi compositori, stimolando la funzione che la musica contemporanea deve svolgere nella società, e intraprendendo un'esplorazione a livello nazionale sullo stato dell'educazione musicale, al fine di creare pezzi che saranno utili per scolari e musicisti dilettanti."

## Titolari dell'incarico
| Nome                      | Anno di assegnazione | Anno di morte  | Commenti | Monarca servito                                                                | Titolo del Monarca |
| ------------------------- | -------------------- | -------------- | --- | ------------------------------------------------------------------------------ | --- |
| Nicholas Lanier           | 1625                 | *              | * L'incarico fu abolito nel 1649, quando la monarchia fu rovesciata e reintrodotto nel 1660. ()                                                               | Carlo I                                                                        | Re/Regina di Inghilterra |
| Nicholas Lanier           | 1660                 | 1666           | * L'incarico fu abolito nel 1649, quando la monarchia fu rovesciata e reintrodotto nel 1660. ()                                                               | Carlo II (m. 1685)                                                             | Re/Regina di Inghilterra |
| Louis Grabu               | 1666                 | (dopo il 1693) | Grabu sembra essere incappato nel tremendo Test Act, approvato nella primavera del 1673 e promulgato il 18 novembre, che bandì tutti i cattolici dalla corte. | Carlo II (m. 1685)                                                             | Re/Regina di Inghilterra |
| Nicholas Staggins         | 1674                 |                | Staggins died on 13 June 1700. | Carlo II (m. 1685)                                                             | Re/Regina di Inghilterra |
| Nicholas Staggins         | 1685                 |                | Staggins died on 13 June 1700. | Giacomo II (Gloriosa Rivoluzione 1688)                                         | Re/Regina di Inghilterra |
| Nicholas Staggins         | 1688                 | 1700           | Staggins died on 13 June 1700. | Guglielmo III and Maria II (monarchi uniti; Maria d. 1694; Guglielmo d. 1702)  | Re/Regina di Inghilterra |
| John Eccles               | 1700                 |                | Il Master of the King's Musick con il più lungo stato di servizio (35 years) e l'unico ad avere servito quattro monarchi.                                     | Guglielmo III and Maria II (monarchi uniti; Maria d. 1694; Guglielmo d. 1702)  | Re/Regina di Inghilterra |
| John Eccles               | 1702                 |                | Il Master of the King's Musick con il più lungo stato di servizio (35 years) e l'unico ad avere servito quattro monarchi.                                     | Anna (d. 1714)                                                                 | Re/Regina di Inghilterra |
| John Eccles               | -                    |                | Il Master of the King's Musick con il più lungo stato di servizio (35 years) e l'unico ad avere servito quattro monarchi.                                     | Anna (d. 1714)                                                                 | Re/Regina di Gran Britannia (dal 1707)                                                                                               |
| John Eccles               | 1714                 |                | Il Master of the King's Musick con il più lungo stato di servizio (35 years) e l'unico ad avere servito quattro monarchi.                                     | Giorgio I di Gran Britannia (d. 1727)                                          | Re/Regina di Gran Britannia (dal 1707)                                                                                               |
| John Eccles               | 1727                 | 1735           | Il Master of the King's Musick con il più lungo stato di servizio (35 years) e l'unico ad avere servito quattro monarchi.                                     | Giorgio II di Gran Britannia (d. 1760)                                         | Re/Regina di Gran Britannia (dal 1707)                                                                                               |
| Maurice Greene            | 1735                 | 1755           | | Giorgio II di Gran Britannia (d. 1760)                                         | Re/Regina di Gran Britannia (dal 1707)                                                                                               |
| William Boyce             | 1755                 |                | | Giorgio II di Gran Britannia (d. 1760)                                         | Re/Regina di Gran Britannia (dal 1707)                                                                                               |
| William Boyce             | 1760                 | 1779           | Giorgio III (d. 1820) |                                                                                | Re/Regina di Gran Britannia (dal 1707)                                                                                               |
| John Stanley              | 1779                 | 1786           | Giorgio III (d. 1820) |                                                                                | Re/Regina di Gran Britannia (dal 1707)                                                                                               |
| Sir William Parsons       | 1786                 |                | Giorgio III (d. 1820) |                                                                                | Re/Regina di Gran Britannia (dal 1707)                                                                                               |
| Sir William Parsons       | -                    | 1817           | Giorgio III (d. 1820) | Re/Regina dei Regni Uniti di Gran Britannia e Irlanda (dal 1801)               | |
| William Shield            | 1817                 |                | Giorgio III (d. 1820) | Re/Regina dei Regni Uniti di Gran Britannia e Irlanda (dal 1801)               | |
| William Shield            | 1820                 | 1829           | Giorgio IV (d. 1830) | Re/Regina dei Regni Uniti di Gran Britannia e Irlanda (dal 1801)               | |
| Christian Kramer          | 1829                 |                | Giorgio IV (d. 1830) | Re/Regina dei Regni Uniti di Gran Britannia e Irlanda (dal 1801)               | |
| Christian Kramer          | 1830                 | 1834           | Guglielmo IV (d. 1837) | Re/Regina dei Regni Uniti di Gran Britannia e Irlanda (dal 1801)               | |
| Franz Cramer              | 1834                 |                | Guglielmo IV (d. 1837) | Re/Regina dei Regni Uniti di Gran Britannia e Irlanda (dal 1801)               | |
| Franz Cramer              | 1837                 | 1848           | Victoria (d. 1901) | Re/Regina dei Regni Uniti di Gran Britannia e Irlanda (dal 1801)               | |
| George Frederick Anderson | 1848                 | (1876)         | Victoria (d. 1901) | Re/Regina dei Regni Uniti di Gran Britannia e Irlanda (dal 1801)               | Anderson lasciò il posto nel 1870.                                                                                                   |
| (Sir) William Cusins      | 1870                 | 1893           | Victoria (d. 1901) | Re/Regina dei Regni Uniti di Gran Britannia e Irlanda (dal 1801)               | Ucciso nel 1892; l'unico Master of the Queen's Musick ad essere assassinato durante il servizio.                                     |
| Sir Walter Parratt        | 1893                 |                | Victoria (d. 1901) | Re/Regina dei Regni Uniti di Gran Britannia e Irlanda (dal 1801)               | |
| Sir Walter Parratt        | 1901                 |                | Edoardo VII (d. 1910) | Re/Regina dei Regni Uniti di Gran Britannia e Irlanda (dal 1801)               | |
| Sir Walter Parratt        | 1910                 |                | Giorgio V (d. 1936) | Re/Regina dei Regni Uniti di Gran Britannia e Irlanda (dal 1801)               | |
| Sir Walter Parratt        | -                    | 1924           | Giorgio V (d. 1936) | Re/Regina dei Regni Uniti di Gran Britannia e dell'Irlanda del Nord (dal 1922) | |
| Sir Edward Elgar          | 1924                 | 1934           | Giorgio V (d. 1936) | Re/Regina dei Regni Uniti di Gran Britannia e dell'Irlanda del Nord (dal 1922) | La denominazione dell'incarico fu cambiata da Master of the King's Musick a Master of the King's Music durante la gestione di Elgar. |
| Sir Walford Davies        | 1934                 |                | Giorgio V (d. 1936) | Re/Regina dei Regni Uniti di Gran Britannia e dell'Irlanda del Nord (dal 1922) | Davies fu annunciato dalla London Gazette come "Master of the Music" (invece che "Musick").                                          |
| Sir Walford Davies        | 1936 (January)       |                | Edoardo VIII (abd. dic 1936) | Re/Regina dei Regni Uniti di Gran Britannia e dell'Irlanda del Nord (dal 1922) | Davies fu annunciato dalla London Gazette come "Master of the Music" (invece che "Musick").                                          |
| Sir Walford Davies        | 1936 (Dicembre)      | 1941           | Giorgio VI (d. 1952) | Re/Regina dei Regni Uniti di Gran Britannia e dell'Irlanda del Nord (dal 1922) | Davies fu annunciato dalla London Gazette come "Master of the Music" (invece che "Musick").                                          |
| Sir Arnold Bax            | 1942                 |                | Giorgio VI (d. 1952) | Re/Regina dei Regni Uniti di Gran Britannia e dell'Irlanda del Nord (dal 1922) | |
| Sir Arnold Bax            | 1952                 | 1953           | Elisabetta II | Re/Regina dei Regni Uniti di Gran Britannia e dell'Irlanda del Nord (dal 1922) | |
| Sir Arthur Bliss          | 1953                 | 1975           | Elisabetta II | Re/Regina dei Regni Uniti di Gran Britannia e dell'Irlanda del Nord (dal 1922) | |
| Malcolm Williamson        | 1975                 | 2003           | Elisabetta II | Re/Regina dei Regni Uniti di Gran Britannia e dell'Irlanda del Nord (dal 1922) | |
| Peter Maxwell Davies      | 2004                 | 2016           | Elisabetta II | Re/Regina dei Regni Uniti di Gran Britannia e dell'Irlanda del Nord (dal 1922) | Maxwell Davies fu incaricato per un periodo di dieci anni, il primo a non avere il posto per tutta la vita.                          |
| Judith Weir               | 2014                 |                | Elisabetta II | Re/Regina dei Regni Uniti di Gran Britannia e dell'Irlanda del Nord (dal 1922) | La prima donna in questo incarico. Anche la Weir è stata incaricata per un periodo di dieci anni.                                    |
| Judith Weir               | 2022                 |                | Carlo III | Re/Regina dei Regni Uniti di Gran Britannia e dell'Irlanda del Nord (dal 1922) | La prima donna in questo incarico. Anche la Weir è stata incaricata per un periodo di dieci anni.                                    |
| Errollyn Wallen           | 2024                 |                | Carlo III | Re/Regina dei Regni Uniti di Gran Britannia e dell'Irlanda del Nord (dal 1922) | |